# Sommervögel
Als Sommervögel bezeichnet man Vögel, die im Gegensatz zu den Teilziehern ihr Brutgebiet im Herbst vollständig verlassen. Sie sind also nur im Sommerhalbjahr in dem jeweiligen geographischen Bereich anzutreffen.
Siehe auch:
- Vogelzug, Teilzieher, Zugvögel, Standvogel